# Psychidae
Arrhenophanidae, Pseudarbelidae
Famille
Synonymes
- Arrhenophanidae
- Pseudarbelidae

Les Psychidae sont une famille de lépidoptères (papillons) appelés communément psychés. Les chenilles de Psychidae construisent un fourreau de soie et d'éléments prélevés dans l'environnement. Chez de nombreuses espèces, la femelle est aptère, et est de fait difficile à identifier avec précision.

## Classification
La famille Psychidae est décrite par Jean Baptiste Boisduval en 1828,.

## Les fourreaux des Psychidae

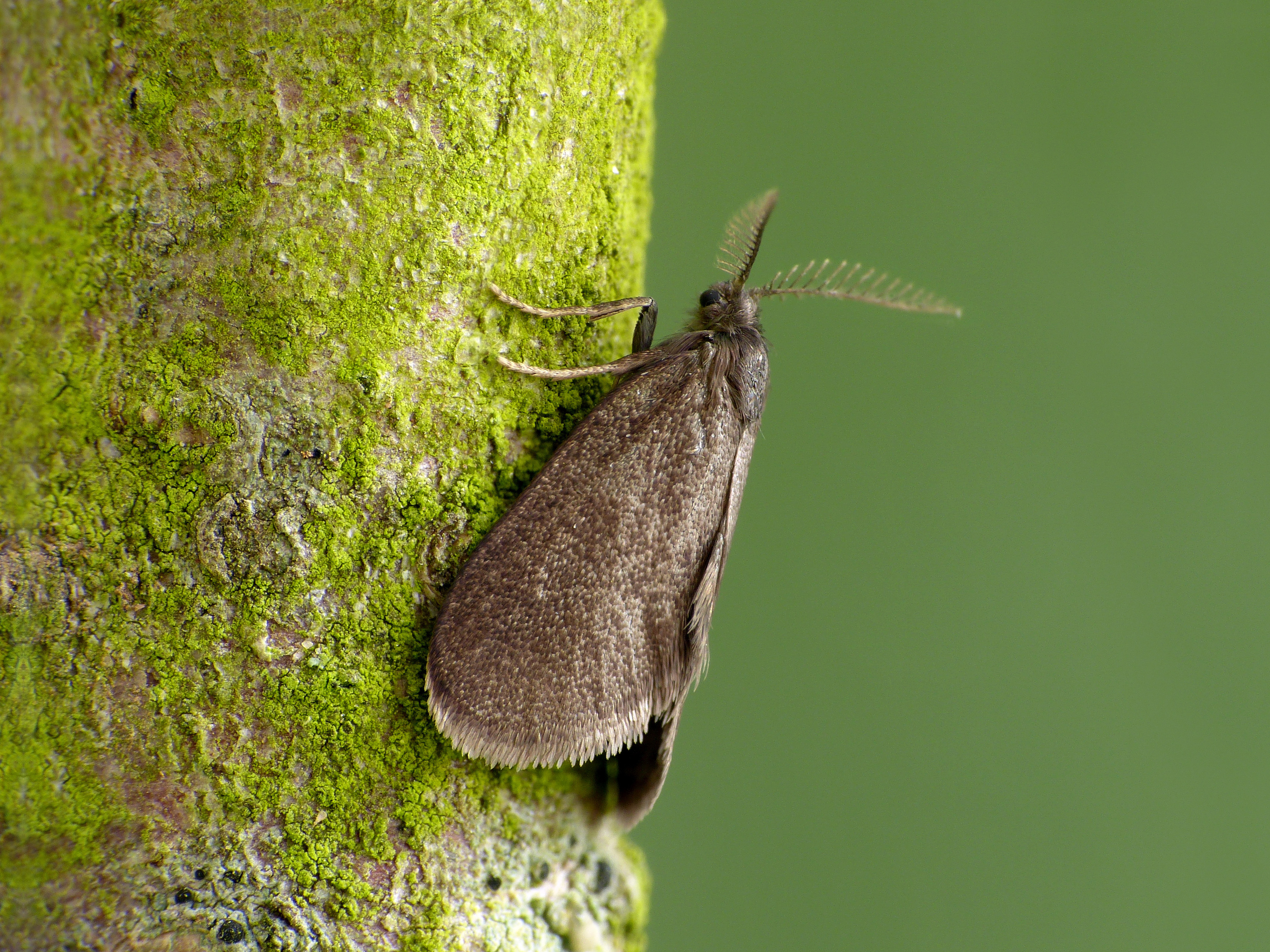
Mâle Psyche casta

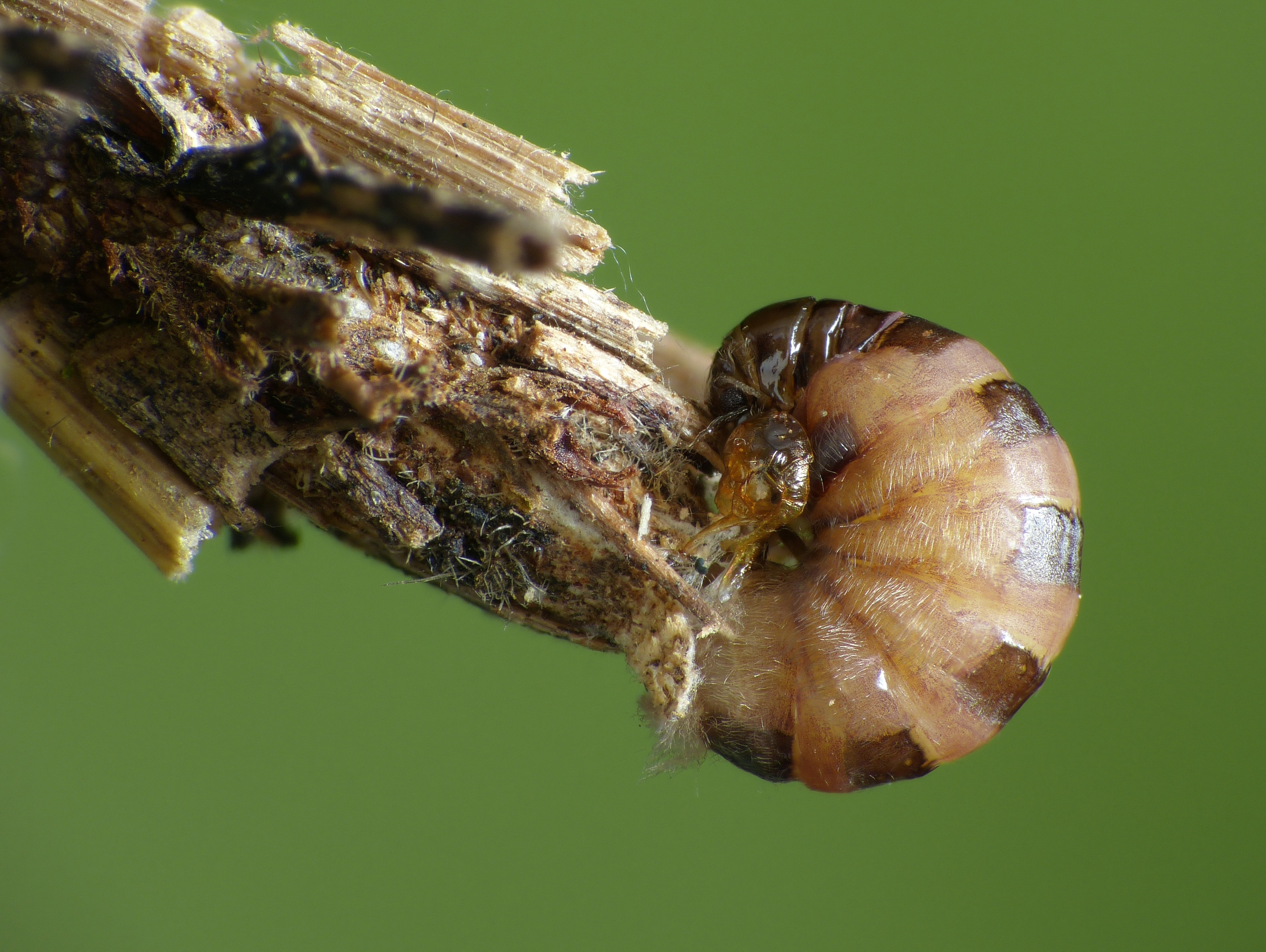
Femelle Psyche casta

Les fourreaux sont constitués de soie et d'éléments tels que du sable, de la terre, du lichen, ou des débris végétaux. Ces fourreaux sont mobiles, mais sont attachés à un rocher, un arbre ou n'importe quel support solide quand la larve se repose ou pendant la métamorphose.
Pendant sa croissance, la larve ajoute des matériaux sur le devant du fourreau. Le rejet des déchets se fait par une ouverture située vers l'arrière. Les fourreaux ont une longueur qui varie de 1 à 15 cm, les plus grands appartenant à des espèces tropicales.
Chaque espèce fabrique un fourreau spécifique, ce qui le rend plus utile pour identifier l'espèce que l'animal lui-même. Le fourreau des espèces les plus primitives est plat ; les espèces plus spécialisées montrent plus de variété dans la taille, la forme et la composition de leur fourreau, qui a généralement une forme fuselée.

## Animal adulte
Les marques sur le corps sont rares. Les femelles adultes n'ont souvent plus que des ailes vestigiales ; les pattes et les pièces buccales peuvent aussi être atrophiées. Les mâles adultes de la plupart des espèces ont des ailes bien développées et des antennes plumeuses, mais ils ne survivent que le temps de se reproduire, à cause de leurs pièces buccales atrophiées qui les empêchent de se nourrir. Leurs ailes présentent peu d'écailles, pourtant caractéristiques des papillons de nuit ; elles présentent par contre une mince couverture de poils.

## Alimentation
Pendant la phase larvaire, les Psychés sortent leur tête et leur thorax hors de leur fourreau mobile pour dévorer la plante qu'ils parasitent, que ce soit un végétal supérieur ou un lichen. Les arbres infestés de Psychés voient leur feuillage diminuer jusqu'à ce que les feuilles soient dévorées jusqu'à la nervure, ce qui finit par provoquer la mort de la plante-hôte. Certaines Psychés sont spécialisées dans une espèce de plante-hôte, d'autres consomment des espèces diverses. Des études récentes ont montré que certaines espèces consomment aussi de petits arthropodes, voire des filaments mycéliens.

## Reproduction
Chaque génération de Psychidés ne vit que le temps de l'accouplement et de produire par reproduction la génération de l'année suivante : le cycle de vie est annuel.
La chenille commence par se construire un fourreau dès son éclosion. L'animal y passera au moins la durée de sa phase larvaire. Lors de la métamorphose, la chenille de Psychidae fermera son fourreau et se transformera en pupe. Une fois la métamorphose achevée, les mâles adultes quitteront le fourreau définitivement et s'envoleront à la recherche d'une partenaire. Les femelles ne quitteront jamais vraiment leur fourreau. Chez certaines espèces, la femelle sort juste pendant la durée de l'accouplement, mais chez d'autres, le mâle étire son abdomen dans le fourreau de la femelle, qui ne quitte pas son abri. La femelle pond dans son fourreau puis meurt ; chez certaines espèces, elle meurt avant de pondre : les larves émergeront du cadavre de leur mère. Certaines espèces sont parthénogénétiques.

## Prédation
Les fourreaux de ces papillons, composés à partir de matériaux de l'environnement, confèrent à leur propriétaire un camouflage naturel. Les principaux prédateurs des Psychidae sont les oiseaux et certaines espèces d'insectes carnassiers. Par exemple, les femelles de Psychés qui meurent avant de pondre sont souvent mangées par des oiseaux. Mais les œufs, dont la coquille est très solide, traverseront le tube digestif de l'oiseau sans problème et seront rejetés dans les déjections. Ceci favorise la dispersion de l'espèce sur de vastes étendues.
Les Psychidae sont considérés comme nuisibles à cause des dommages qu'ils provoquent sur certaines cultures (par exemple : les orangers en Floride, acacias d'Afrique du Sud, etc). Ils sont de fait activement chassés par les humains soit mécaniquement (destruction des fourreaux avant développement de la larve), soit chimiquement (insecticides).

## Sous-familles de Psychidae
Il y a plus de 600 espèces de Psychidae décrites (mais certains auteurs estiment qu'il pourrait en exister près de 1 000), réparties en différentes sous-familles.
Selon NCBI (23 mars 2012) :
- sous-famille Arrhenophaninae
- sous-famille Epichnopteryginae
- sous-famille Lypusinae
- sous-famille Narycinae
  - tribu Dahlicini
  - tribu Naryciini
- sous-famille Oiketicinae
- sous-famille Placodominae
- sous-famille Psychinae
  - tribu Psychini
- sous-famille Taleporiinae
- sous-famille Typhoniinae

## Espèces européennes
Parmi d'autres :
- Psyche casta - la Psyché lustrée
- Sterrhopterix fusca - la Psyché hérissée

## Galerie

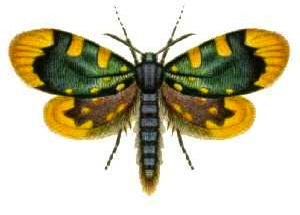
Cebysa leucotelus
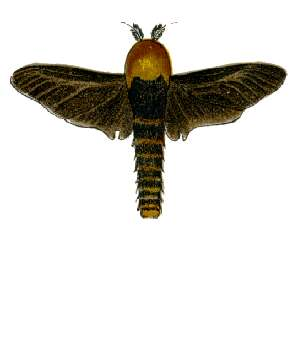
Metura elongatus
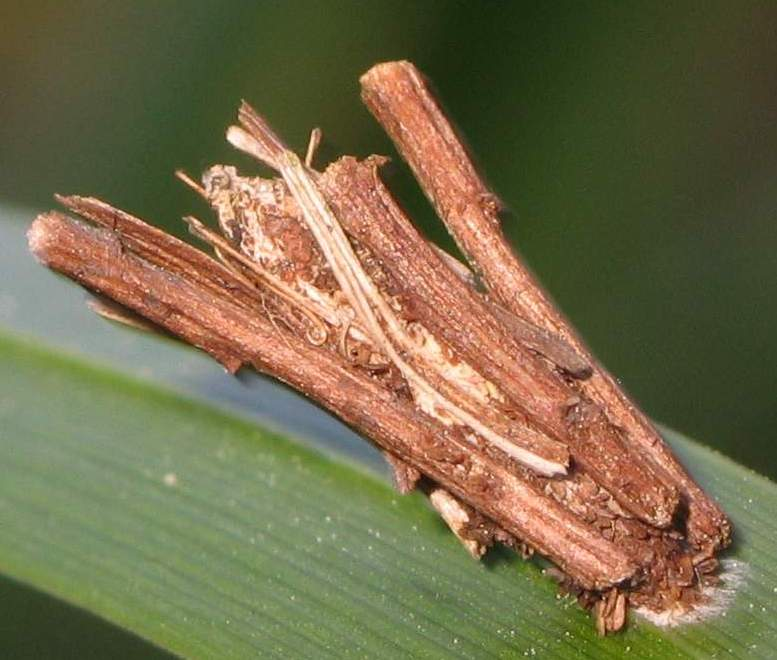
Psyche casta dans son fourreau larvaire
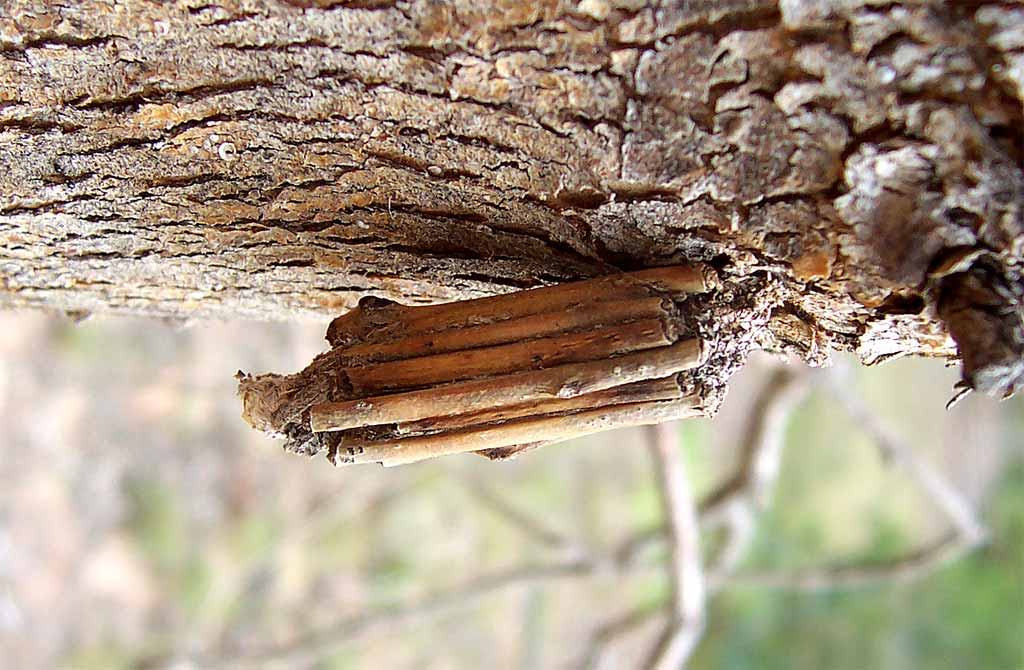
Fourreau larvaire de Psychidae
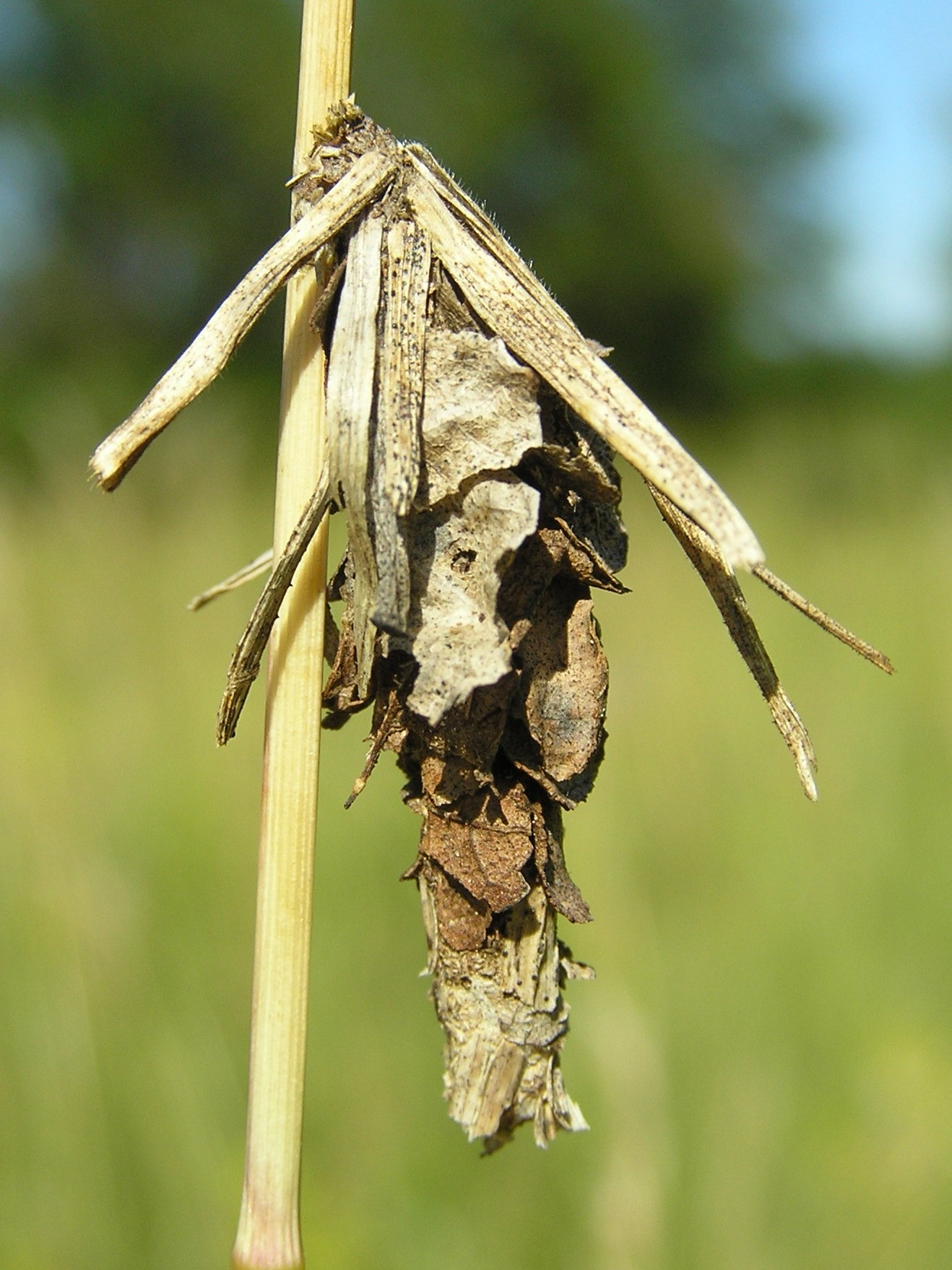
Canephora hirsuta
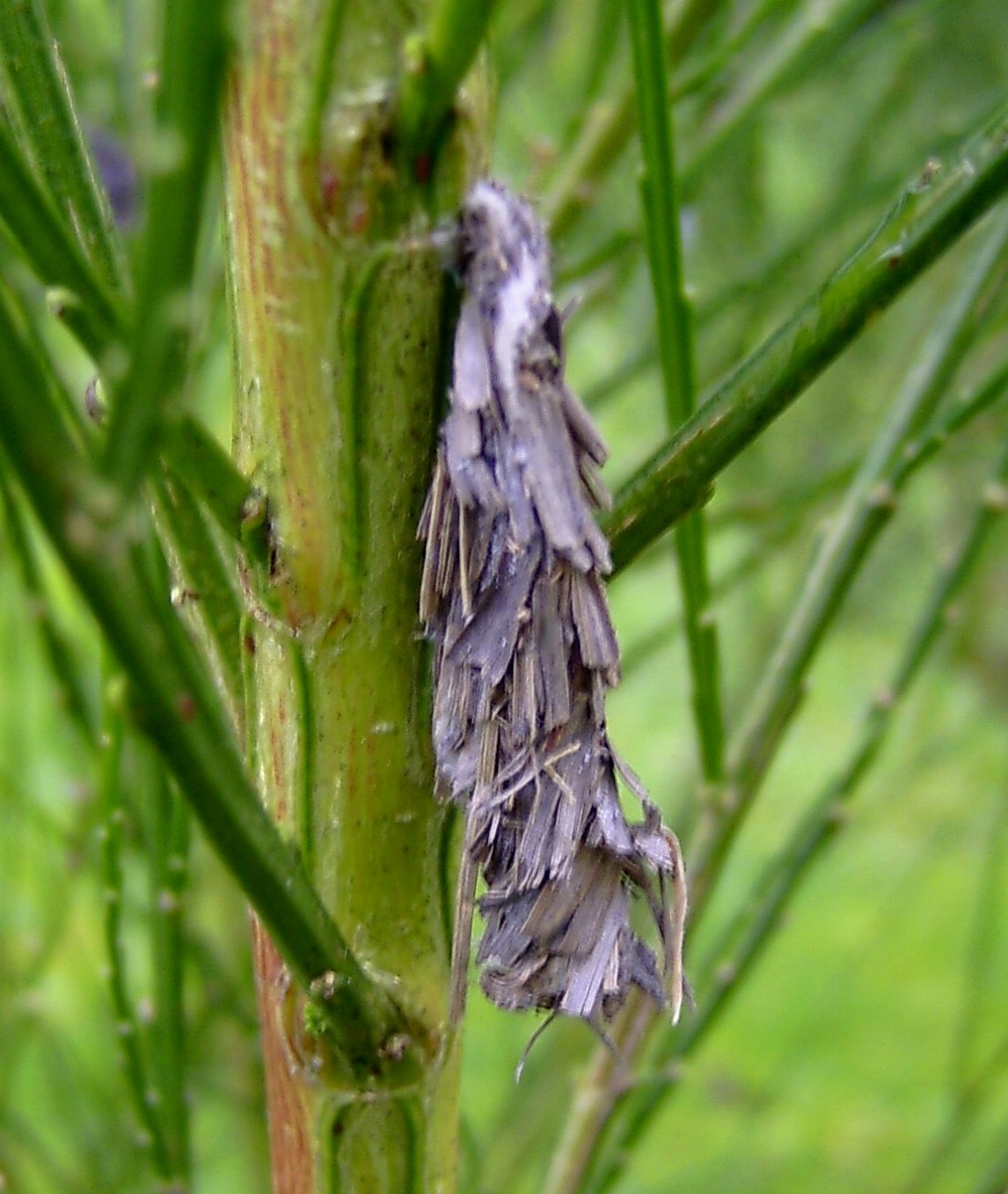
Pachythelia villosella
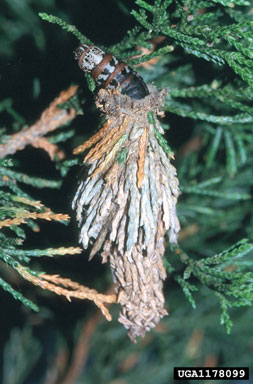
Thyridopteryx ephemeraeformis
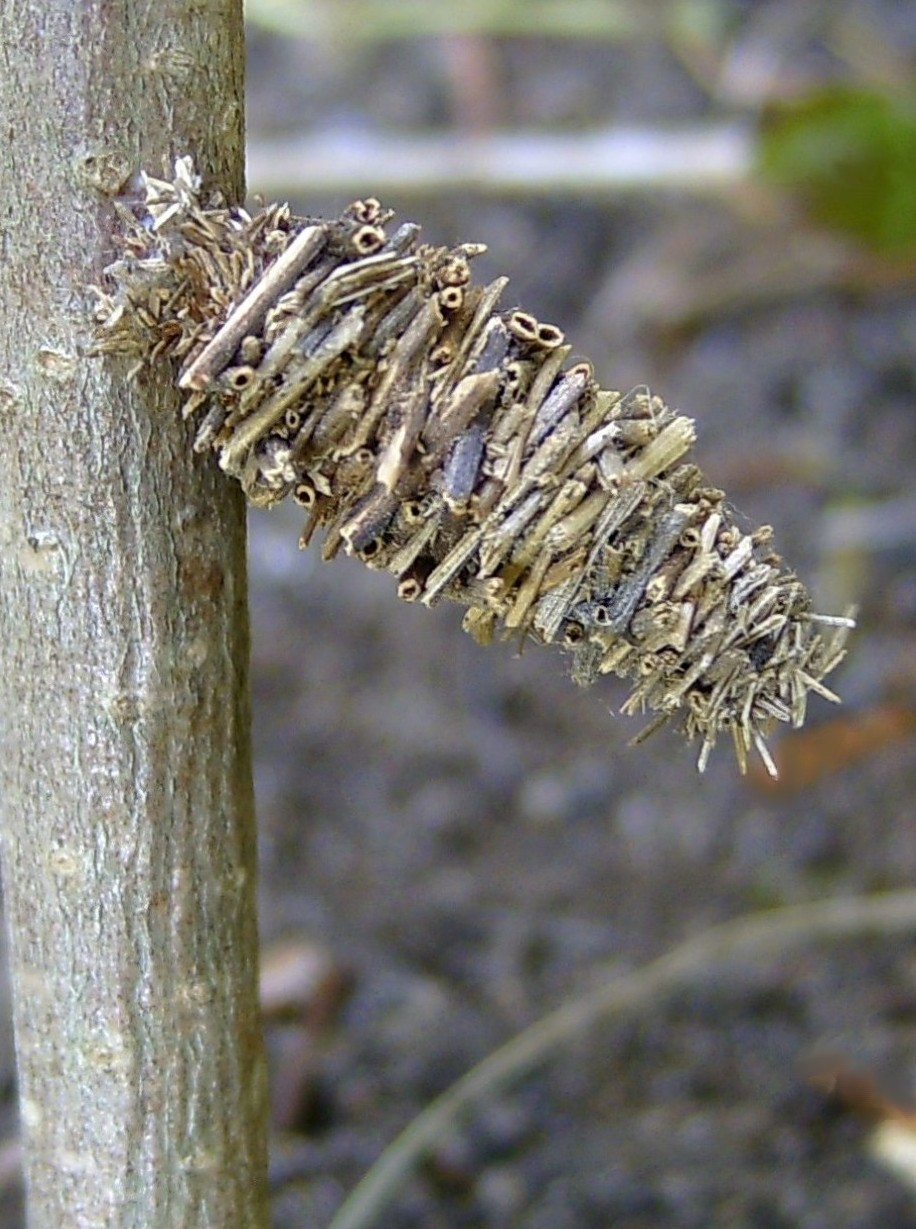
Megalophanes viciella
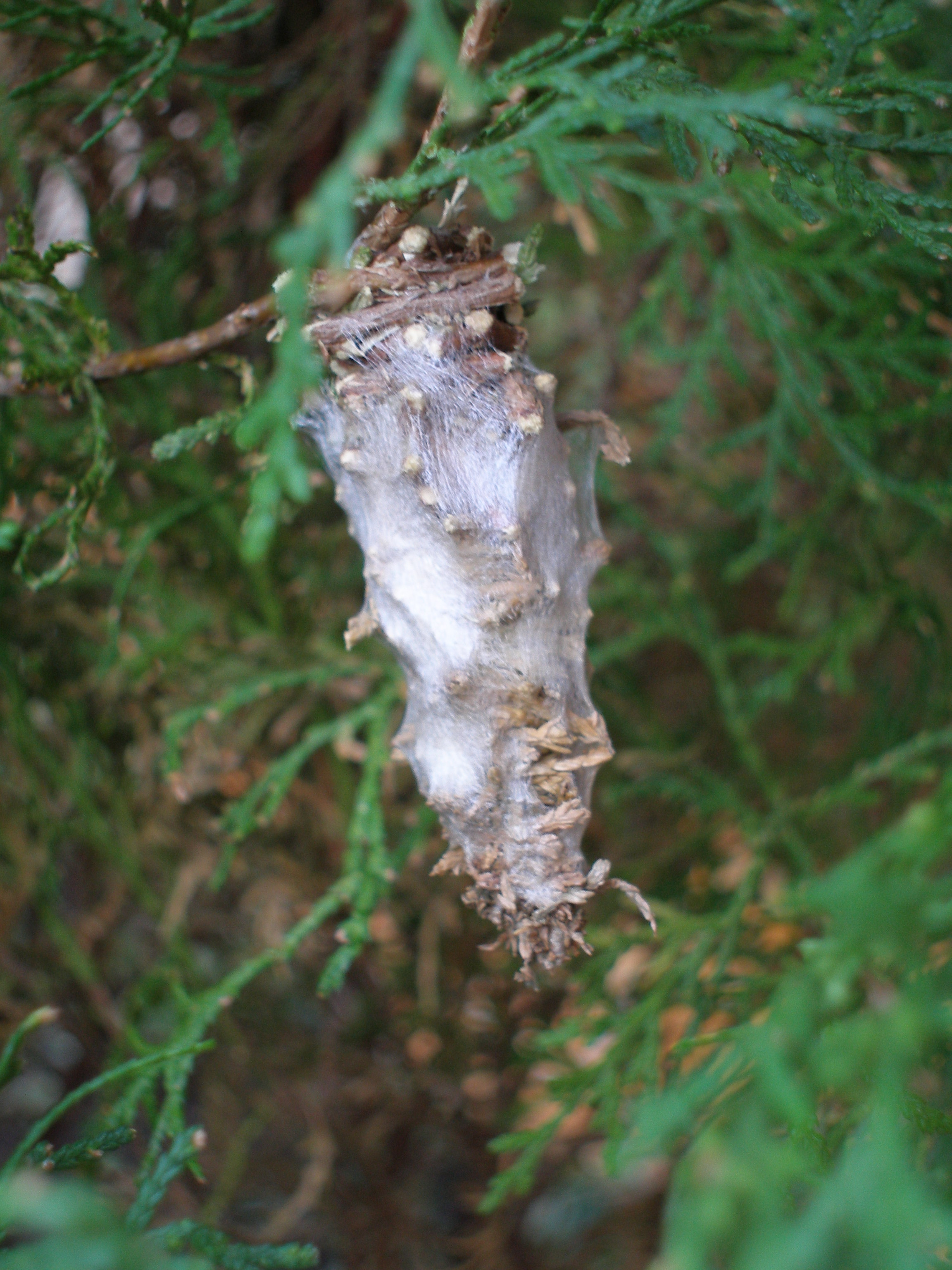
Oiketicus kirbyi
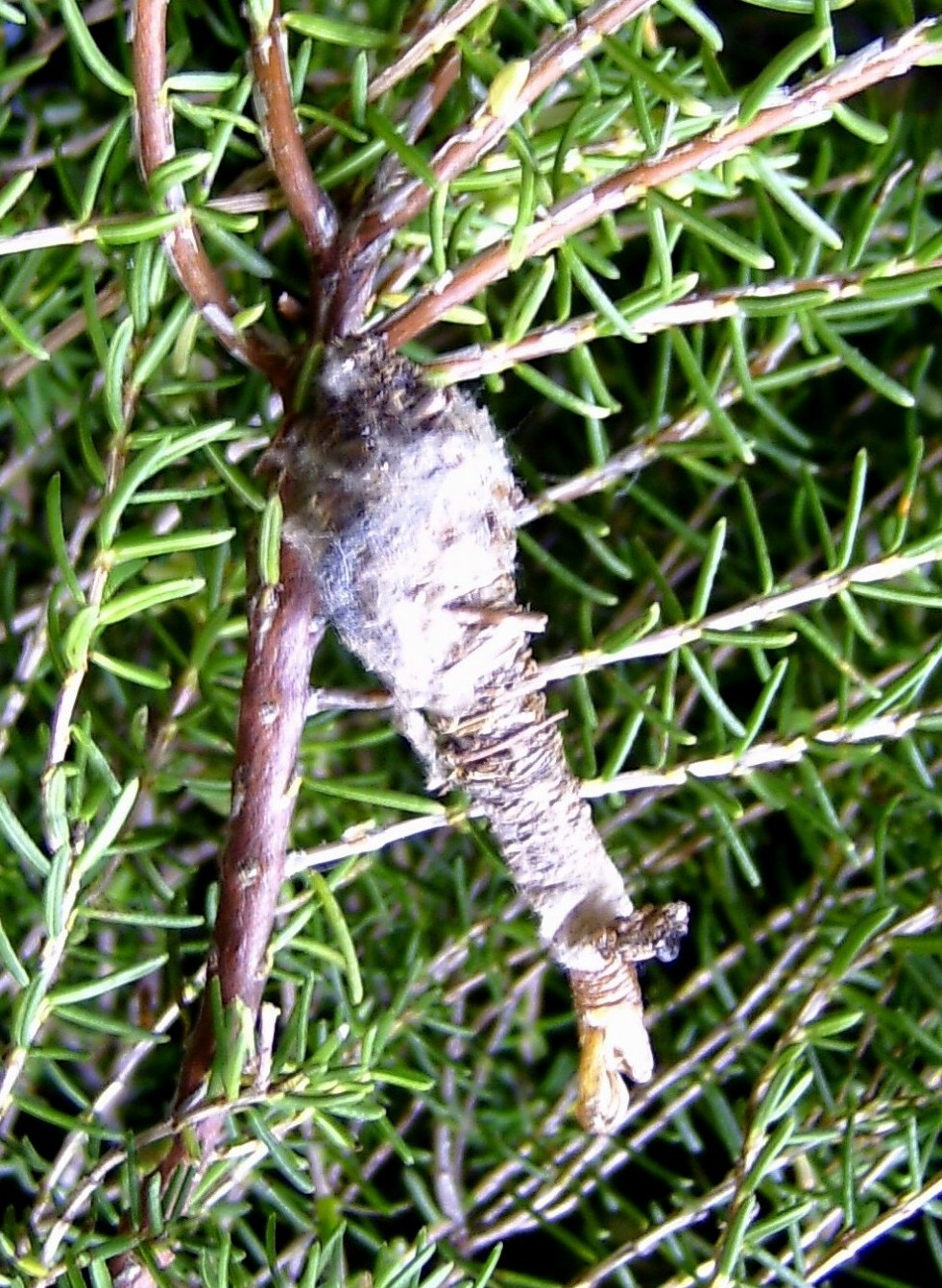
Phalacropterix graslinella
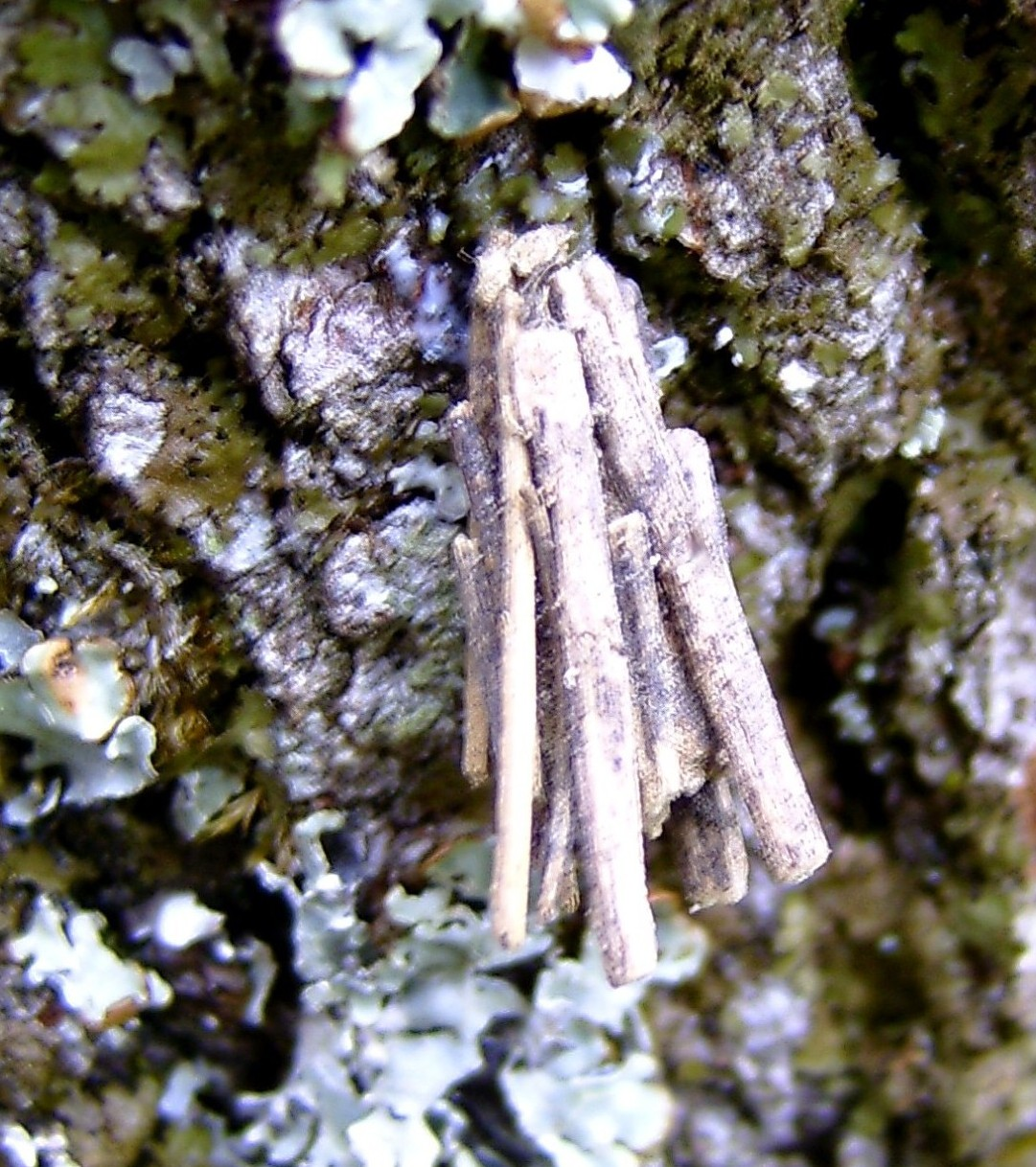
Psyche crassiorella
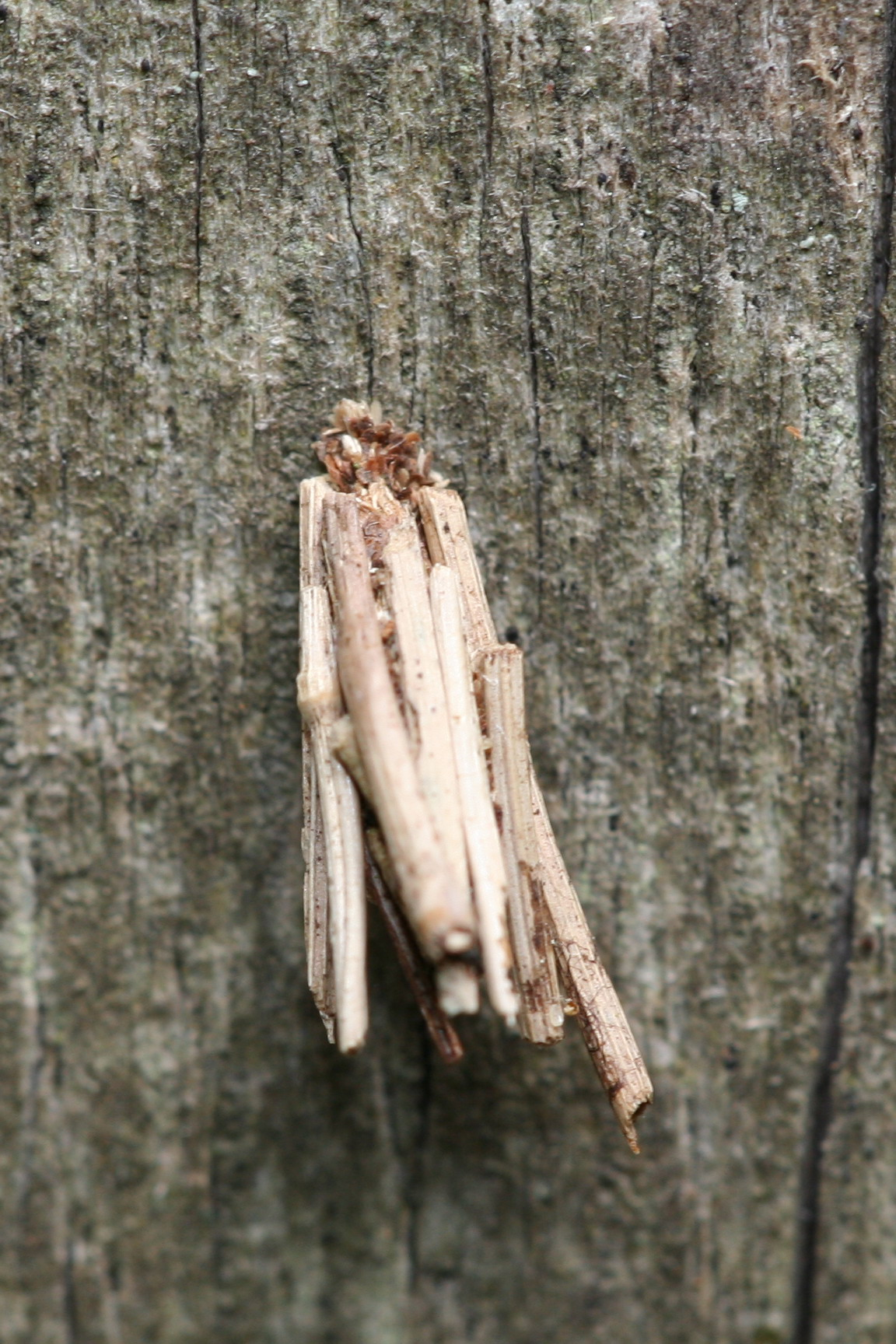
Psyche casta
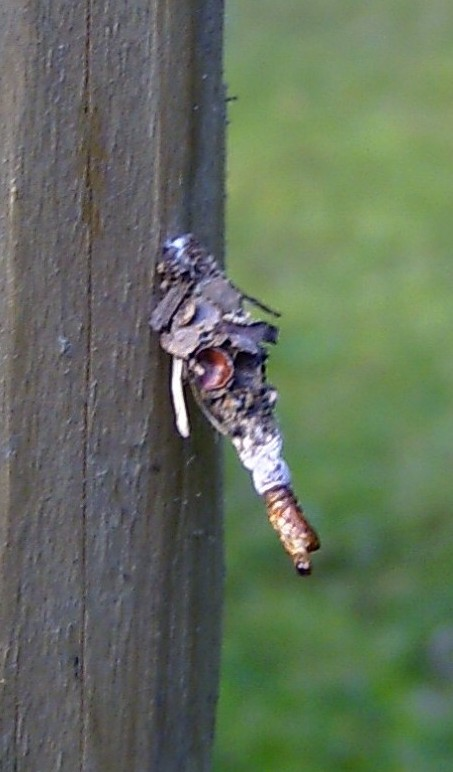
Sterrhopterix fusca
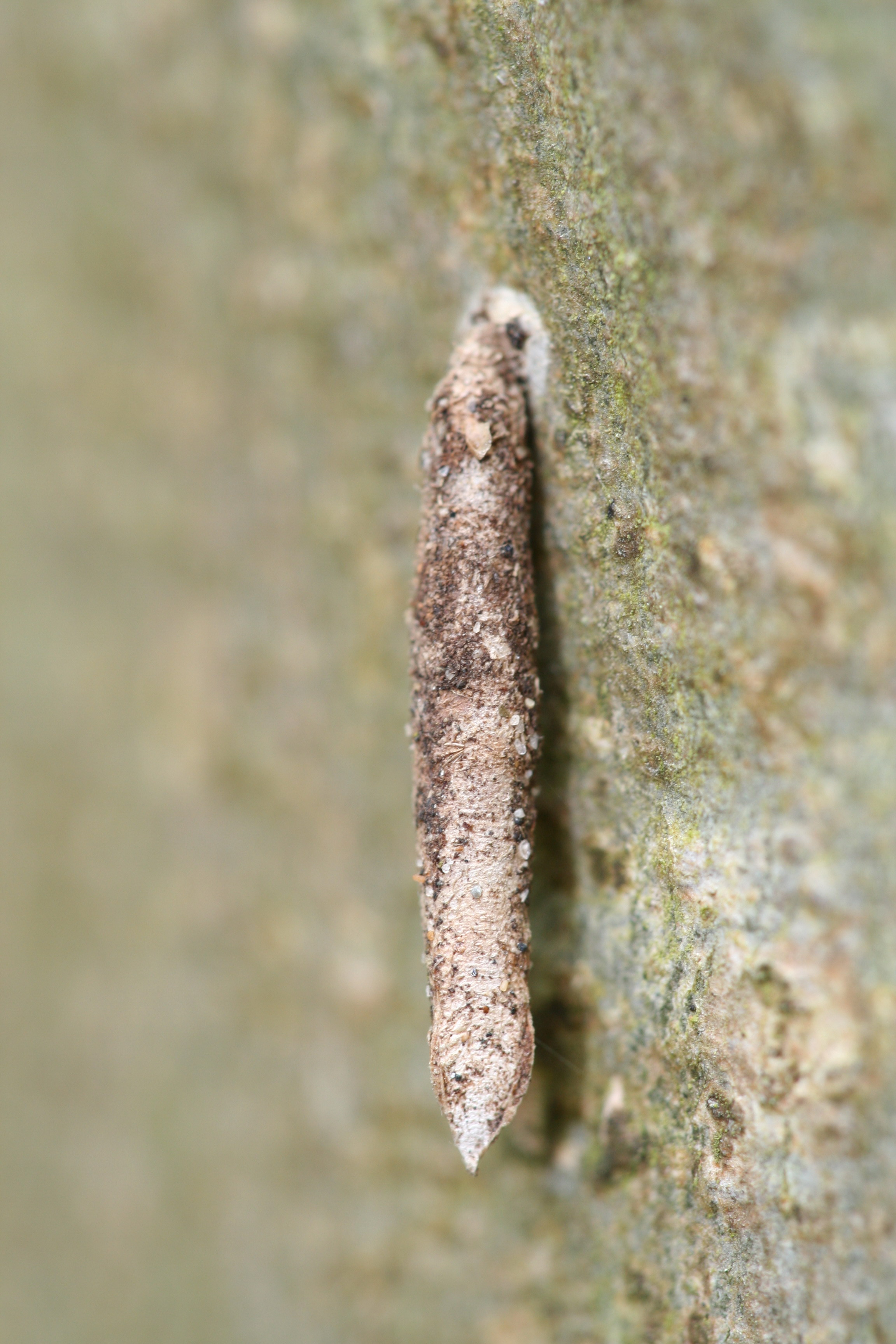
Taleporia tubulosa
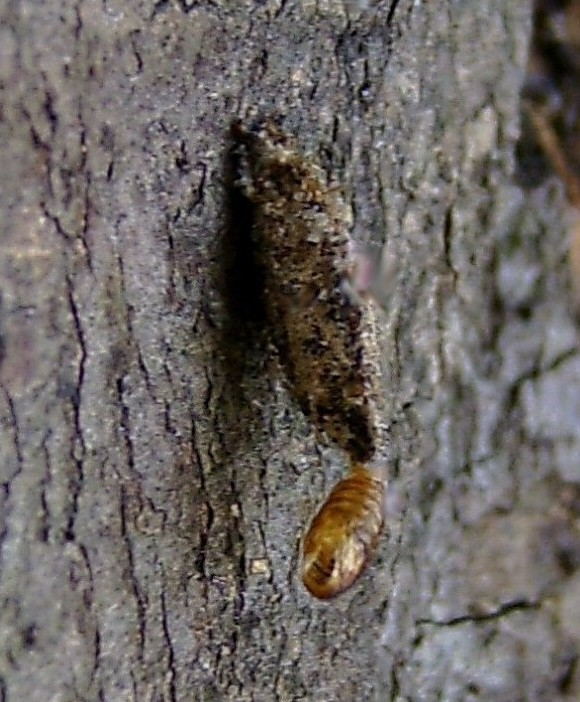
Dahlica triquetrella
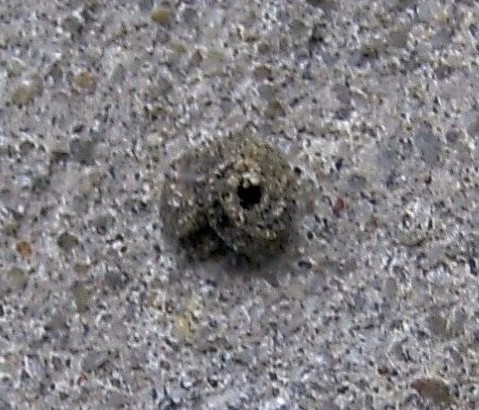
Apterona helicoidella

### Publication originale
- (la) Jean Baptiste Boisduval, Europaeorum Lepidopterorum Index Methodicus, Pars Prima, Sistens Genera Papilio, Sphinx, Bombyx et Noctua Lin, 1828, 1-103 p.